# Karwinskia oblongifolia
Karwinskia oblongifolia är en brakvedsväxtart som beskrevs av Henry Hurd Rusby. Karwinskia oblongifolia ingår i släktet Karwinskia och familjen brakvedsväxter. Inga underarter finns listade i Catalogue of Life.